# Leta Hong Fincher
Leta Hong Fincher es una periodista, feminista y escritora estadounidense.

## Biografía
Fincher nació en el Hong Kong británico, de madre chino-estadounidense con raíces en Xiamen, Fujian, y padre europeo-estadounidense. Creció en Canberra después de que sus padres obtuvieran puestos de trabajo en la Universidad Nacional de Australia. Su madre, lingüista, y su padre, historiador, eran profesores de cultura China, por lo que Hong pasó una parte importante de su infancia viajando a China. Cuando era niña, hablaba mandarín en casa con su madre.
Fincher estudió en la Universidad de Harvard, donde completó su licenciatura en 1990, y luego en la Universidad de Stanford, donde obtuvo su maestría en Estudios de Asia Oriental. Se graduó en la Universidad Tsing Hua con el primer doctorado en sociología otorgado a una estadounidense.
Fincher ha escrito para varias publicaciones sobre feminismo, especialmente en China. Por sus reportajes sobre las mujeres y el feminismo en China, Fincher ganó el premio Sigma Delta Chi de la Sociedad de Periodistas Profesionales (Society of Professional Journalists). Entre otros medios, ha trabajado para Radio Free Asia (1996–1997), Asia Television (1997–1998), CNBC Asia (1998–1999) y Voice of America (2000–2003 y 2004–2009).
Su libro Betraying Big Brother: The Feminist Awakening in China Essential es considerado una lectura esencial sobre feminismo por la New York Public Library.

## Publicaciones
- Leftover Women: The Resurgence of Gender Inequality in China, Zed Books, 2014. ISBN 978-1780329222
- Betraying Big Brother: The Feminist Awakening in China, Verso Books, 2018. ISBN 978-1786633644